# Athripsodes dieseli
Athripsodes dieseli är en nattsländeart som först beskrevs av Barnard 1940.  Athripsodes dieseli ingår i släktet Athripsodes och familjen långhornssländor. Inga underarter finns listade i Catalogue of Life.